# Edition AV

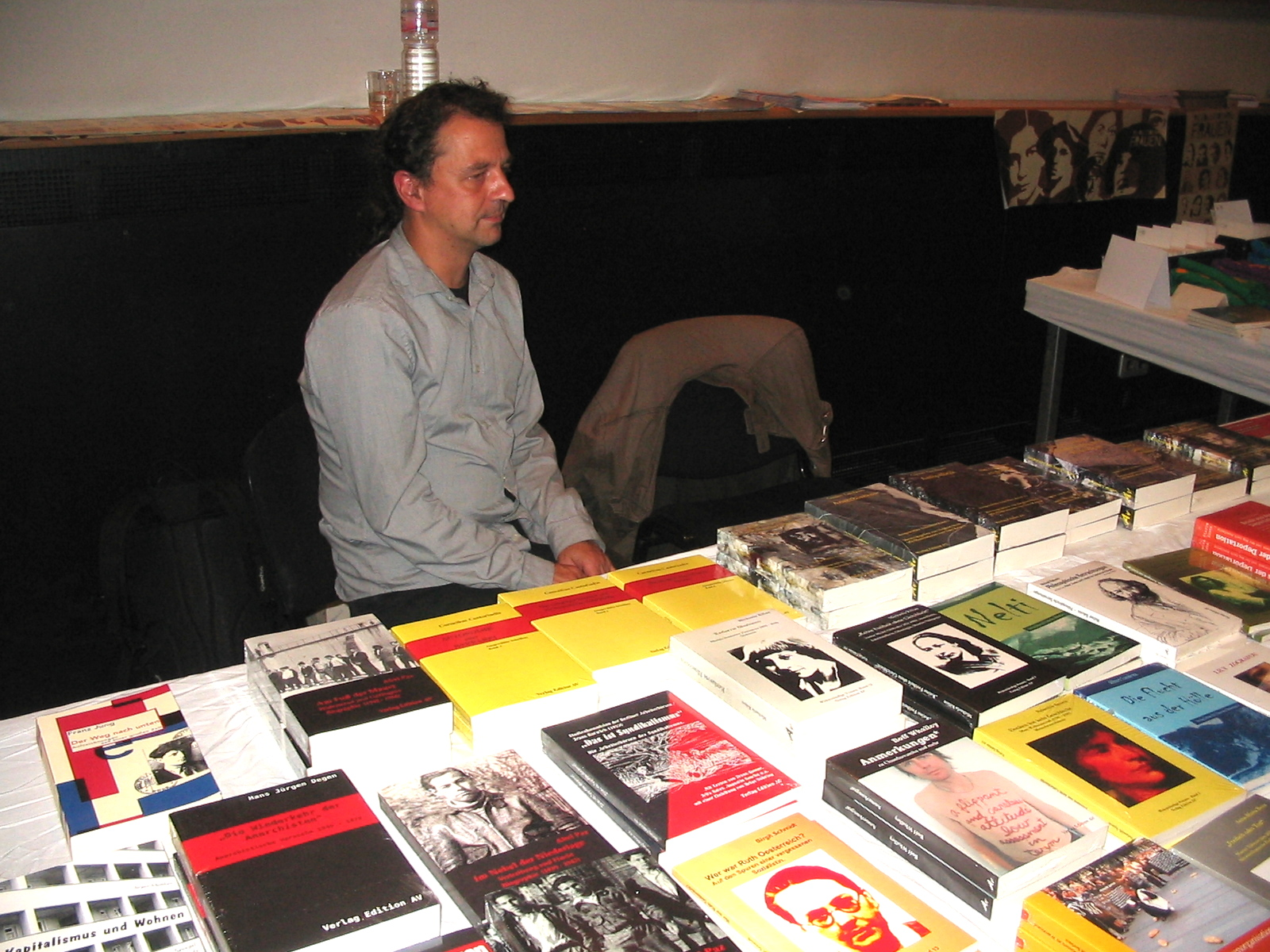
Stand von Edition AV auf einer libertären Medienmesse 2012 in Bochum

Der Verlag Edition AV ist ein anarchistischer sowie jüdisch-historischer Verlag, der 1988 in Frankfurt am Main gegründet wurde und in Bodenburg ansässig ist.

## Geschichte
Der Verlag wurde 1988 von einer anarchistischen Künstlergruppe gegründet. Ursprünglich lautete die Bezeichnung des Verlags Edition Avantgarde 88, wobei 88 sich auf das Gründungsjahr bezog. Der Anlass zur Verkürzung des Namens auf Edition AV 88 bestand laut Verlagsinformation darin, dass sich Edition Avantgarde 88 nicht auf ein Transparent schreiben ließ. Später nahm man von der Nennung des Gründungsjahres Abstand, als das Kürzel 88 in der Neonaziszene als Ersatz für den verbotenen deutschen Gruß zunehmend Verbreitung fand. Von seinem Gründungsort Frankfurt am Main verlegte der Verlag seinen Sitz 2005 nach Lich und 2018 nach Bodenburg.

## Profil
Neben Büchern zur anarchistischen Theorie und Geschichte veröffentlicht der Verlag auch Romane, politische Satiren, Lyrik-Bände und Biographien. Bekannte Autoren sind Gwendolyn von Ambesser, Sulamith Sparre,  Ralf Burnicki, Wolfram Beyer, Bernd Drücke, Jürgen Mümken, Gustav Landauer, Markus Liske und Horst Stowasser sowie Cornelius Castoriadis und Abel Paz. 2007 ging der Verlag mit dem libertären Literaturprojekt Edition Blackbox 2007 eine Kooperation mit der FAU ein. Die Veröffentlichungspolitik des Verlags ist nicht gewinnorientiert. Autoren müssen für Publikationen nicht selbst bezahlen und die im Verlagswesen übliche Makulaturpolitik wird nicht unterstützt.

## Auszeichnungen
- 2013: Erich-Mühsam-Preis an Andreas W. Hohmann für die Verlagsarbeit (Edition AV) gemeinsam mit Jochen Schmück.
- 2024: Deutscher Verlagspreis